# Dombeya greveana
Dombeya greveana är en malvaväxtart som beskrevs av Henri Ernest Baillon. Dombeya greveana ingår i släktet Dombeya och familjen malvaväxter. Utöver nominatformen finns också underarten D. g. metameropsis.